# Gormiti Legends
Gormiti Legends è una serie di cortometraggi promozionali creata per promuovere l'omonima linea di figure. Si tratta di una serie da 10 episodi, ciascuno della durata di 3-4 minuti circa. Questa serie fugge da reboot della prima serie dei Gormiti con una trama differente e design rinnovato. La serie si è conclusa il 15 novembre 2022 sul canale spagnolo Clan che sul proprio sito carica tutti gli episodi dell'intera serie.

## Trama
L’isola di Gorm è sempre stata un paradiso circondato dal mare dove le quattro tribù della terra, foresta, oceano e fuoco hanno convissuto per lungo tempo in perfetta armonia grazie alla connessione dei loro elementi. Un giorno lontano, questo equilibrio venne spezzato dalla tribù del fuoco che attaccò le altre rompendo la pace! Il caos generato da questo attacco fu interrotto dalla decisione del Vecchio Saggio di ristabilire l’ordine sull’isola attraverso le sfide di Gorm. Ora quattro avversari dovranno affrontarsi per scegliere chi sarà il signore di Gorm. 

## Episodi
| N° | Titolo                      | Durata | Pubblicazione     | Pubblicazione    |
| N° | Titolo                      | Durata | Italia            | Spagna           |
| -- | --------------------------- | ------ | ----------------- | ---------------- |
| 1  | L'inizio di una nuova sfida | 3:45   | 28 settembre 2022 | 15 novembre 2022 |
| 2  | La prova della roccia       | 3:32   | 6 ottobre 2022    | 15 novembre 2022 |
| 3  | Una questione di equilibrio | 3:41   | 9 ottobre 2022    | 15 novembre 2022 |
| 4  | Una sfida infuocata         | 3:27   | 12 ottobre 2022   | 15 novembre 2022 |
| 5  | La saggezza della natura    | 3:38   | 15 ottobre 2022   | 15 novembre 2022 |
| 6  | Arrivano nuovi sfidanti!    | 3:29   | 11 novembre 2022  | 15 novembre 2022 |
| 7  | La sfida della cascata      | 3:43   | 17 novembre 2022  | 15 novembre 2022 |
| 8  | Il risveglio di Magor       | 3:53   | 20 novembre 2022  | 15 novembre 2022 |
| 9  | La sfida inaspettata        | 3:57   | 24 novembre 2022  | 15 novembre 2022 |
| 10 | La sfida finale             | 3:28   | 27 novembre 2022  | 15 novembre 2022 |